# Римейкене, Зося Казио
Зося Казио Ремейкене (лит. Zosia Rimeikienė; род. 1923 год) — свинарка колхоза «Раудонойи жвайгжде» Шяуляйского района Литовской ССР. Герой Социалистического Труда (1971).

## Биография
Родилась в 1923 году в Кубарчюе. Член КПСС с 1965 года.
В 1945—1950 гг. — звеньевая колхоза «Йонелайчюй», в 1951—1981 гг. — телятница и свинарка колхоза «Раудонойи жвайгжде» (затем — имени Калинина) Шяуляйского района Литовской ССР.
Досрочно выполнила личные социалистические обязательства и плановые производственные задания Восьмой пятилетки (1966—1970) по свиноводству. 8 апреля 1971 года Указом Президиума Верховного Совета СССР удостоена звания Героя Социалистического Труда «за выдающиеся успехи, достигнутые в развитии сельскохозяйственного производства и выполнении пятилетнего плана продажи государству продуктов земледелия и животноводства» с вручением ордена Ленина и золотой медали Серп и Молот.
Умерла после 1987 года в Литве.